# Canaxır
Canaxır è un comune dell'Azerbaigian situato nel distretto di Xaçmaz. Conta una popolazione di 682 abitanti.